# Coendou prehensilis
Coendou prehensilis là một loài động vật có vú trong họ Erethizontidae, bộ Gặm nhấm. Loài này được Linnaeus mô tả năm 1758.

## Hình ảnh

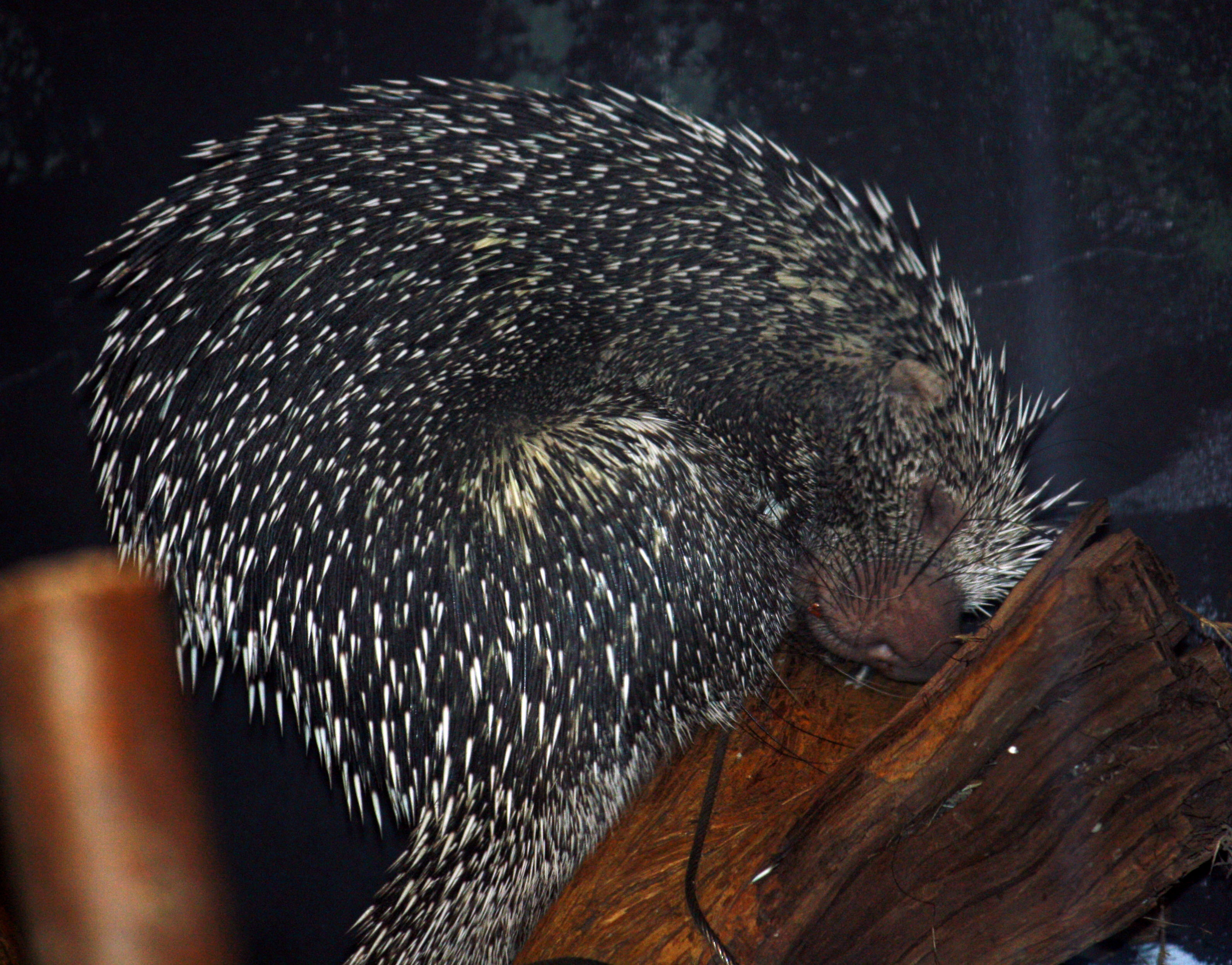
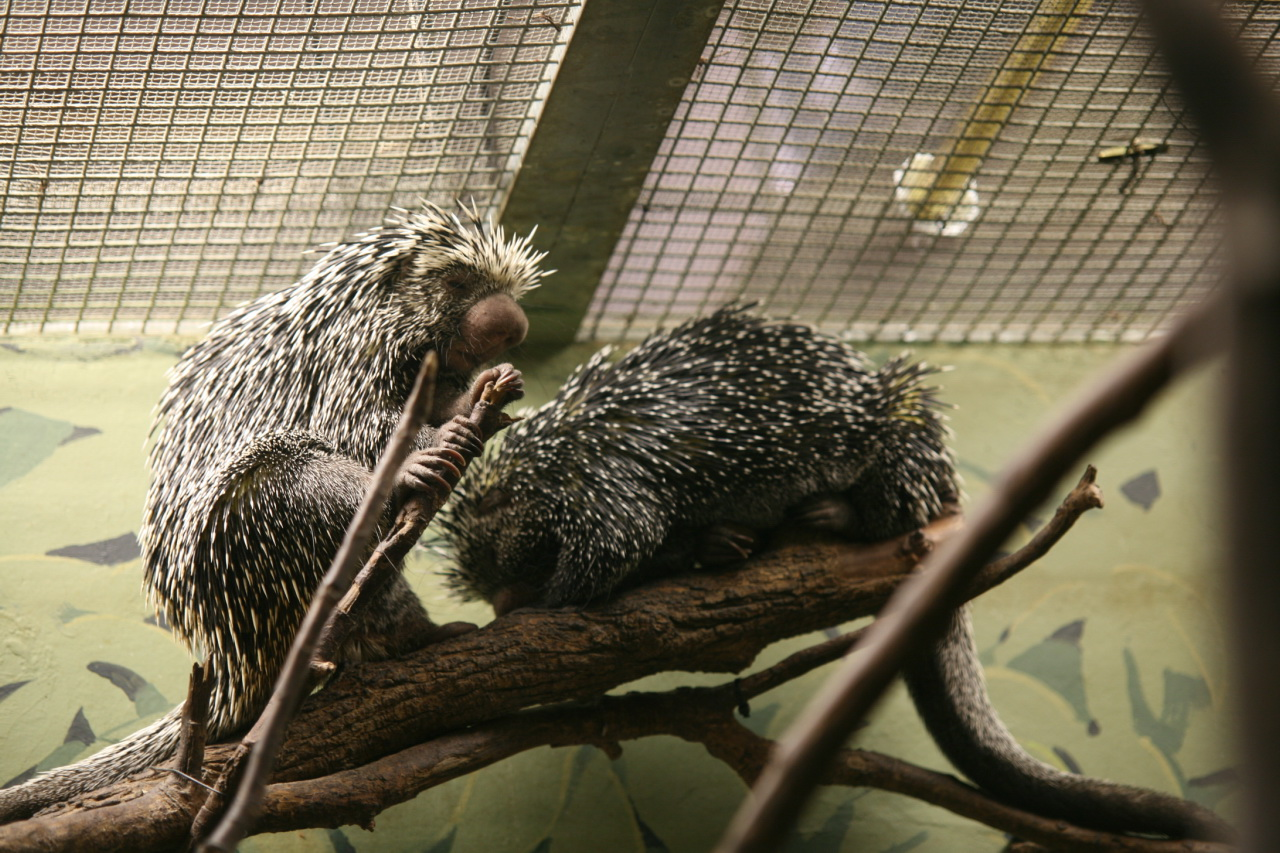
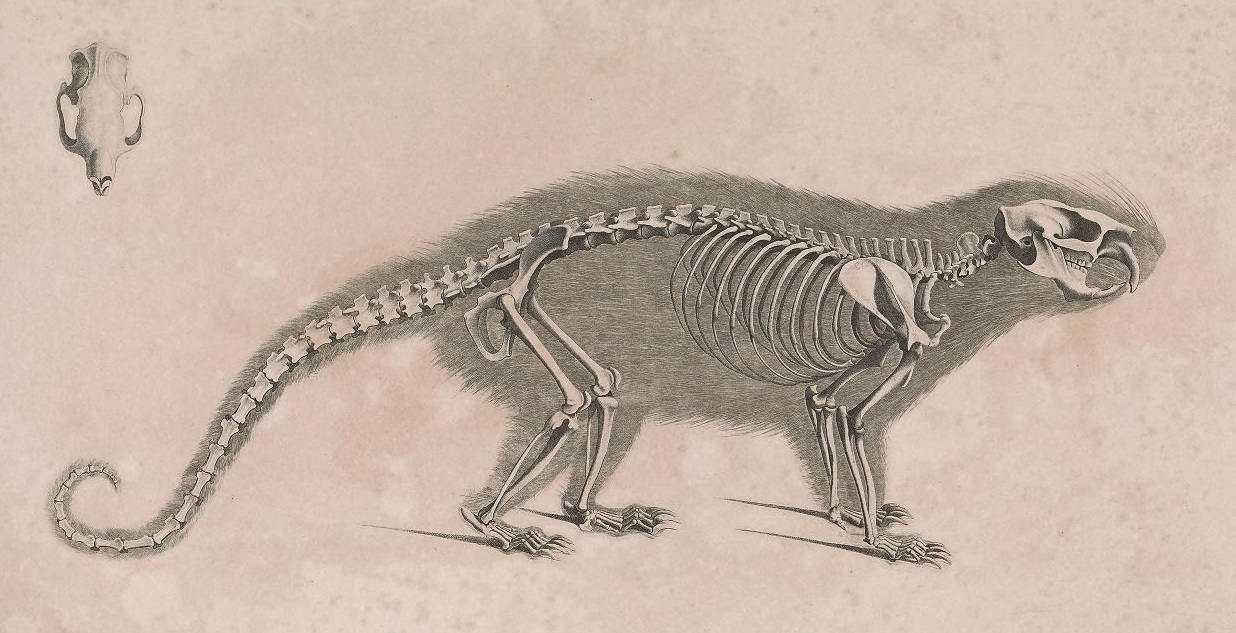
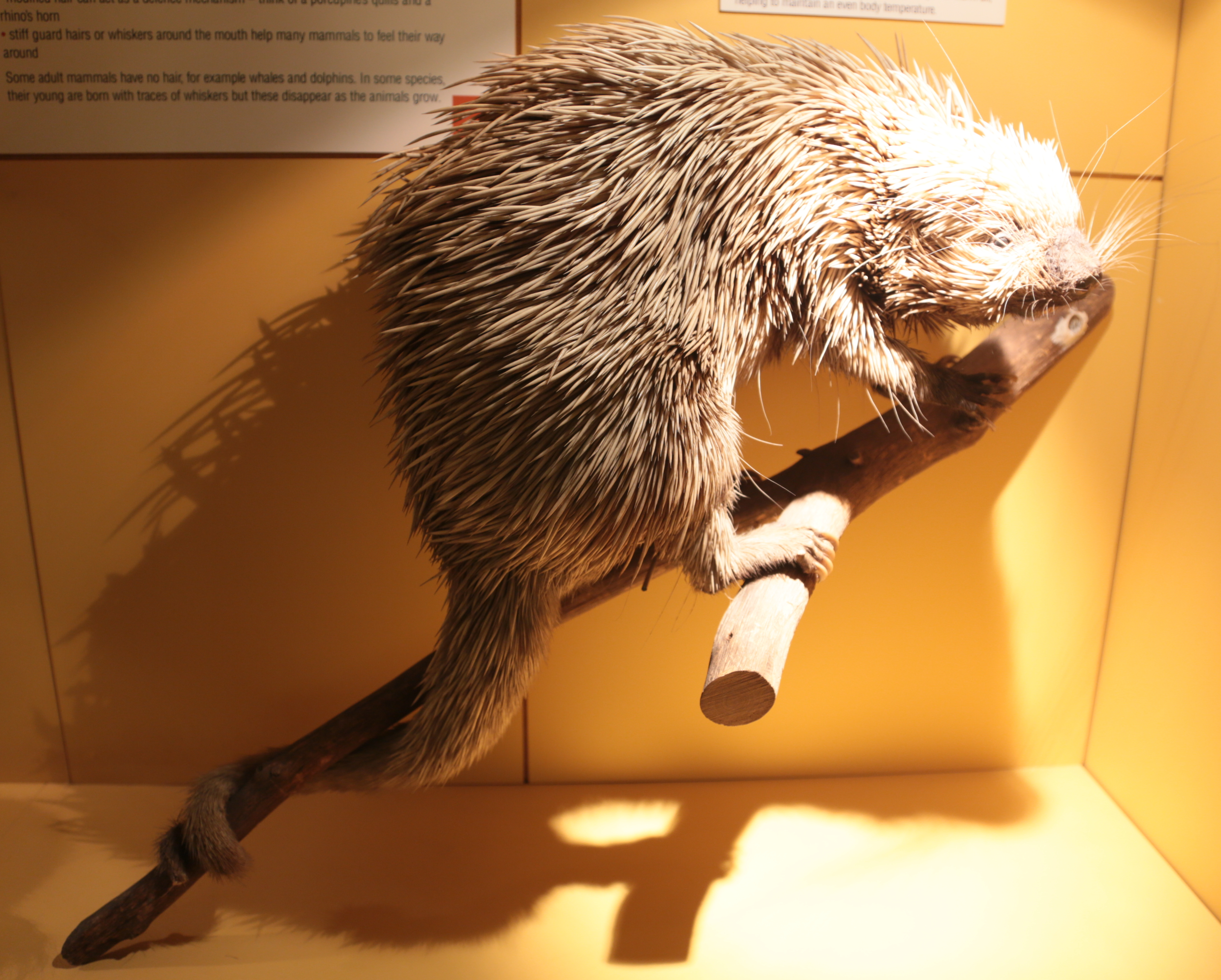